# 5 000 m masculin à la Ligue de diamant 2012
Navigation
2011
L'épreuve du 5 000 mètres masculin de la Ligue de diamant 2012 se déroule du 19 mai au 30 août 2012. La compétition fait successivement étape à Shanghai, Eugene, Oslo, Paris, Londres, Stockholm et Zurich.

## Calendrier
| Date               | Meeting           | Ville     | Pays        |
| ------------------ | ----------------- | --------- | ----------- |
| 19 mai 2012        | Golden Grand Prix | Shanghai  | Chine       |
| 31 mai 2012        | Golden Gala       | Rome      | Italie      |
| 7 juin 2012        | Bislett Games     | Oslo      | Norvège     |
| 6 juillet 2012     | Meeting Areva     | Paris     | France      |
| 13-14 juillet 2012 | London Grand Prix | Londres   | Royaume-Uni |
| 17 août 2012       | DN Galan          | Stockholm | Suède       |
| 30 août 2012       | Weltklasse        | Zurich    | Suisse      |

## Résultats
| Date | Meeting                | 1er                                     | 1er   | 2e                                    | 2e    | 3e                                | 3e    |
| --- | ---------------------- | --------------------------------------- | ----- | ------------------------------------- | ----- | --------------------------------- | ----- |
| 19 mai 2012 | Shanghai 5 000 mètres  | Hagos Gebrhiwet 13 min 11 s 00 (WL, MR) | 4 pts | Thomas Longosiwa 13 min 11 s 73       | 2 pts | John Kipkoech 13 min 12 s 66 (PB) | 1 pt  |
| 2 juin 2012 | Eugene 5 000 mètres    | Mo Farah 12 min 56 s 98 (WL, MR)        | 4 pts | Isaiah Koech 12 min 57 s 63           | 2 pts | Galen Rupp 12 min 58 s 90 (PB)    | 1 pt  |
| 7 juin 2012 | Oslo 5 000 mètres      | Dejen Gebremeskel 12 min 58 s 92        | 4 pts | Hagos Gebrhiwet 12 min 58 s 99 (PB)   | 2 pts | Imane Merga 12 min 59 s 77        | 1 pt  |
| 6 juillet 2012 | Paris 5 000 mètres     | Dejen Gebremeskel 12 min 46 s 81 (WL)   | 4 pts | Hagos Gebrhiwet 12 min 47 s 53 (WJR)  | 2 pts | Isiah Koech 12 min 48 s 64 (PB)   | 1 pt  |
| 13-14 juillet 2012 | Londres 5 000 mètres   | Mo Farah 13 min 06 s 04                 | 4 pts | Collis Birmingham 13 min 09 s 57 (PB) | 2 pts | Moses Kipsiro 13 min 09 s 98      | 1 pt  |
| 17 août 2012 | Stockholm 3 000 mètres | Isiah Koech 7 min 30 s 43 (PB)          | 4 pts | Caleb Mwangangi Ndiku 7 min 30 s 99   | 2 pts | John Kipkoech 7 min 34 s 03 (SB)  | 1 pt  |
| 30 août 2012 | Zurich 5 000 mètres    | Isiah Koech 12 min 58 s 98              | 8 pts | Thomas Longosiwa 12 min 59 s 24       | 4 pts | Bernard Lagat 12 min 59 s 92 (SB) | 2 pts |
| Records et Performances - AR : Record continental (area record) - CR : Record des championnats (championship record) - MR : Record du meeting (meet record) - NR : Record national (national record) - OR : Record olympique (olympic record) - PR : Record paralympique (paralympic record) - PB : Record personnel (personal best) - SB : Meilleure performance personnelle de la saison (season's best) - WL : Meilleure performance mondiale de l'année (world leader) - WJR : Record du monde junior (world junior record) - WR : Record du monde (world record) Circonstances et Conditions - DNF : N'a pas terminé (did not finish) - DNS : N'a pas pris le départ (did not start) - DQ : Disqualification (disqualification) - NM : Aucun essai valable enregistré (No Mark) - Q : Qualifié « directement » au prochain tour (ou à la prochaine compétition), lors d'une compétition majeure, grâce au classement ou à la réalisation des minima (automatic qualifier) - q : Qualifié au prochain tour (ou à la prochaine compétition), lors d'une compétition majeure, grâce au repêchage ou à la réalisation de l'une des meilleures performances parmi celles des « non qualifiés directement » (grâce au meilleur temps ou à la meilleure distance par exemple) (secondary qualifier) |                        |                                         |       |                                       |       |                                   |       |

## Classement général
- Classement final[2] :

| Rang | Athlète           | Points |
| ---- | ----------------- | ------ |
| 1    | Isiah Koech       | 15     |
| 2    | Dejen Gebremeskel | 8      |
| 3    | Thomas Longosiwa  | 6      |